# Pays d'élection
« Élection (Ancien Régime) » et « Élu (Ancien Régime) » redirigent ici. Pour les autres significations, voir Élection (homonymie).
Dans le royaume de France de l'Ancien Régime, on appelle pays d'élection ou élection une circonscription financière soumise à la juridiction d'officiers royaux appelés élus.
Il s'agit d'une subdivision des généralités, circonscriptions dirigées par un intendant, représentant du roi, qui répartit les impôts dus par la généralité avec l'aide des élus.
Le nom d'« élus » vient de ce que ces représentants du gouvernement royal étaient au départ élus par les états généraux pour prendre en charge la perception des impôts créés par une telle assemblée.
À côté des pays d'élection, le royaume comporte des pays d'états, pourvus d'états provinciaux (Bretagne, Bourgogne, etc.), dans lesquels la fiscalité est régie par des règles particulières, et des pays d'imposition, comme l'Alsace, la Lorraine ou la Corse, qui dépendent de la seule autorité du roi.
En 1787, Louis XVI introduit une réforme importante par son édit créant des assemblées provinciales dans nombre de généralités de pays d'élection, rapprochant ainsi leur statut de celui des pays d'états. Mais cette réforme ne dure pas, puisque, dès 1790, l'Assemblée nationale constituante établit une tout autre organisation administrative du royaume (communes et départements).

## Historique

### Origine sous les règnes de Jean le Bon et de Charles V
L'institution des élus est créée en 1356 : leur rôle est de lever le subside de guerre accordé au roi Jean le Bon par les états réunis en décembre 1355 à Paris (pour les pays de langue d'oïl) et en mars 1356 à Toulouse (pour les pays de langue d'oc).
Ils ont alors le statut de commissaires (ils ne sont pas officiers).
Dès 1372, le fils de Jean le Bon (mort en 1364), Charles V transforme les élus en officiers royaux permanents. Ils sont chargés la répartition de la taille (impôt direct) et des aides (impôts indirects) et sont juges en première instance des procès relatifs à ces impôts.
Ils exercent leurs attributions d'abord dans le cadre des diocèses[pas clair], puis de circonscriptions spécifiques qui apparaissent vers 1380 et sont appelées « élections » à partir de 1452.

### Les élections de 1500 à 1789
Le nombre des élections augmente considérablement au XVIe siècle : de 92 au début du XVIe siècle, leur nombre passe à 109 en 1575 sous Henri III, puis à 146 en 1597 sous Henri IV.
Au début du XVIIe siècle, Richelieu, principal ministre de Louis XIII, entreprend de transformer certains pays d'états en pays d'élection en y établissant des élus : il réussit en Dauphiné (1628), mais échoue en Languedoc et en Bourgogne, ainsi qu'en Provence.
En 1789 le nombre des élections s'élève à 189.

### L'édit de juin 1787
Les pays d'élection de la fin de l'Ancien Régime nous sont connus par les règlements particuliers d'application de l'édit royal du mois de juin 1787, par lequel Louis XVI prévoit d'établir, « dans toutes les provinces de (son) royaume où il n'y a point d'états provinciaux, (…) une ou plusieurs assemblées provinciales ».
Il s'agit d'étendre aux pays d'élection les assemblées provinciales des pays d'états, à la suite d'une expérience menée en Haute-Guyenne (généralité de Montauban) et au Berry (généralité de Bourges).

## Liste des assemblées provinciales créées à la suite de l'édit de 1787
L'édit crée des assemblées provinciales dans les généralités ou intendances suivantes : 
- Champagne (généralité de Châlons),
- Trois-Évêchés (généralité de Metz),
- Soissonnais (généralité de Soissons),
- Picardie (généralité d'Amiens),
- Auvergne (généralité de Riom),
- Île-de-France (généralité de Paris),
- Lorraine et Barrois (intendance de Lorraine-et-Barrois),
- Alsace (intendance d'Alsace[4]),
- Hainaut[5],
- Limousin (généralité de Limoges[6]),
- Poitou (généralité de Poitiers[7]),
- Basse-Normandie (généralité d'Alençon[8]),
- Moyenne-Normandie (généralité de Caen[9]),
- Haute-Normandie (généralité de Rouen[10]),
- Orléanais (généralité d'Orléans[11]),
- Anjou, Maine et Touraine (généralité de Tours[12]),
- Aunis et Saintonge (généralité de La Rochelle)[13],
- Lyonnais (généralité de Lyon[14]),
- Roussillon (intendance du Roussillon[15]),
- Dauphiné (généralité de Grenoble),
- Nivernais[16]
- Bourbonnais[17].